# Канадський фонд інновацій
Канадський фонд інновацій (КФІ; англ. Canada Foundation for Innovation, CFI; фр. Fondation canadienne pour l'innovation, FCI) — незалежна неприбуткова організація, яка інвестує в дослідницькі засоби та обладнання в канадських університетах, коледжах, дослідницьких лікарнях і некомерційних дослідницьких установах.

## Створення
Уряд Канади створив КФІ за Законом про виконання бюджету 1997 року, законопроект C-93, щоб
|  | ...допомогти побудувати та підтримувати дослідницький ландшафт у Канаді, який залучатиме та утримуватиме найкращі таланти світу, навчатиме наступне покоління дослідників, підтримуватиме інновації в приватному секторі та створюватиме високоякісні робочі місця, які зміцнюють позиції Канади в сучасній економіці знань.Оригінальний текст (англ.) ...help build and sustain a research landscape in Canada that will attract and retain the world's top talent, train the next generation of researchers, support private-sector innovation and create high-quality jobs that strengthen Canada's position in today's knowledge economy. |

## Фінансування
КФІ фінансує обладнання, лабораторії, бази даних, зразки, наукові колекції, комп'ютерне обладнання та програмне забезпечення, засоби зв'язку та будівлі, необхідні для проведення досліджень.
CFI запровадив процес перевірки заслуг, який спирається на експертів з Канади та всього світу, щоб забезпечити фінансування лише найкращих проєктів. Фінансування надається установам, а не окремим дослідникам, і всі пропозиції щодо фінансування мають підтримувати стратегічний дослідницький план установи. Відповідні канадські установи подають заявки до КФІ через низку фондів, і всі заявки оцінюються за трьома широкими критеріями: якість дослідження та його потреба в інфраструктурі, внесок у зміцнення інноваційного потенціалу та потенційна користь дослідження для Канади.
Фонд фінансує до 40 % витрат на дослідницьку інфраструктуру проєкту. Потім це фінансування використовують для залучення решти інвестицій від партнерів у державному, приватному та некомерційному секторах.

## Управління
КФІ створено як незалежну неурядову організацію з радою директорів, яка збирається три-чотири рази на рік. Рада директорів звітує перед членами (англ. Members) — вищим керівним органом, що представляє канадську громадськість, подібним до акціонерів компанії. Члени висуваються та призначаються на п'ятирічний термін. Проводяться щорічні публічні збори.

## Критика
КФІ критикували за те, що він зайвий і є частиною «заплутаного» федерального апарату фінансування.

## Зовнішні проєкти/об'єкти
- CLS (синхротрон)[en]
- SNOLAB
- CCGS Амундсен[en]
- Ocean Networks Canada[en]
- Мережа стеження за океаном
- Перепис населення Океану
- Консорціум штрих-коду життя